# Bundeskriminalamt (Duitsland)
Het Bundeskriminalamt (BKA) is de Duitse federale recherchedienst.
De dienst valt onder het Duitse ministerie van Binnenlandse Zaken en heeft haar hoofdkantoor in Wiesbaden. Daarnaast zijn er kantoren in Berlijn en Meckenheim. Het BKA is een van de drie federale politiediensten. De andere diensten zijn de federale politie en de politie voor de Bondsdag.
In nauwe samenwerking met de recherchediensten van de individuele deelstaten, de Landeskriminalämtern (LKA), coördineert de dienst de misdaadbestrijding op nationaal niveau en verricht onderzoek in criminele zaken met een internationaal karakter. Daarnaast is het BKA verantwoordelijk voor de bescherming van de federale gezagsdragers en vertegenwoordigt de dienst de Duitse Bondsrepubliek bij Interpol.